# Florian Kringe
Florian Kringe (* 18. August 1982 in Siegen) ist ein ehemaliger deutscher Fußballspieler. Er wurde vorwiegend im Mittelfeld oder als Außenverteidiger, links wie rechts, eingesetzt.

## Karriere
Kringe spielte bis zur E-Jugend beim TSV Weißtal und seit der C-Jugend 1994 für den BVB. Von 2002 bis 2004 war er an den 1. FC Köln und in der Saison 2009/10 an Hertha BSC ausgeliehen.
Nach einem Jahr 2. Liga stieg er mit dem 1. FC Köln 2003 in die 1. Bundesliga auf. 2004 kehrte er zum BVB zurück, für den er in seiner ersten Saison in der ersten Bundesliga 26 Spiele von Anfang an absolvierte und dabei ein Tor erzielte. Fortan gehörte er zum Stamm des BVB. Mit Borussia Dortmund stand Kringe am 19. April 2008 im DFB-Pokal-Finale in Berlin, das die Mannschaft nach Verlängerung mit 1:2 gegen den FC Bayern München verlor.
Aufgrund seiner Leistungen wurde er auch für das letzte Spiel des Perspektivteams 2006 berufen.
Am Anfang der Saison 2009/10 lieh Borussia Dortmund den Mittelfeldspieler, der zuletzt wenig gespielt hatte, für ein Jahr zu Hertha BSC aus. Er zog sich jedoch bereits im ersten Spiel für seinen neuen Verein (1:2-Niederlage in Mainz) einen Mittelfußbruch zu und fiel mehrere Monate aus. Am 16. Dezember 2009 gab er sein Comeback im Europa-League-Spiel gegen Sporting Lissabon (1:0). Am 10. April 2010 erlitt Kringe in der Bundesligapartie gegen den VfB Stuttgart unmittelbar nach seiner Einwechslung einen erneuten Mittelfußbruch und fiel für elf Monate bis März 2011 aus.
Nach seiner Rückkehr nach Dortmund kam er nur noch in der zweiten Mannschaft zum Einsatz. Mit der Borussia wurde er, ohne eine Begegnung gespielt zu haben, in der Saison 2010/11 Deutscher Meister. Im Achtelfinale des DFB-Pokals der Saison 2011/12 kam Kringe zu seinem Comeback in der ersten Mannschaft, als er im Auswärtsspiel gegen Fortuna Düsseldorf (0:0 n. V., 5:4 i. E.) in der 80. Minute für Chris Löwe eingewechselt wurde. Am 32. Spieltag der Saison 2011/12 wurde Kringe mit Borussia Dortmund zum dritten Mal in seiner Karriere Deutscher Meister. Am 33. Spieltag wurde er dann im Spiel gegen den 1. FC Kaiserslautern (5:2) in der 77. Minute für Mario Götze eingewechselt und kam nach zwei Jahren zu seinem ersten Einsatz in der Bundesliga. Sein zum Saisonende auslaufender Vertrag wurde nicht verlängert und er wurde am letzten Spieltag verabschiedet.
Zum Trainingsauftakt im Juli 2012 hielt er sich bei dem Hamburger Zweitligisten FC St. Pauli fit. Ende Juli wurde er dann von diesem verpflichtet und erhielt einen Vertrag für die Saison 2012/13.

## Privat
Florian Kringe ist mit der Schauspielerin Verena Mundhenke verheiratet.

## Titel und Erfolge
Borussia Dortmund
- Deutscher Meister: 2002, 2011, 2012 (2002 und 2011 ohne Einsatz)
- DFB-Pokal-Sieger: 2012
  - DFB-Pokal-Finalist: 2008
- DFB-Supercupsieger: 2008 (inoffiziell)[7]

1. FC Köln
- Aufstieg in die Fußball-Bundesliga: 2003

## Auszeichnungen
- Torschütze des Monats März 2006[8]